# Umberto Ginocchietti
Umberto Ginocchietti (Perugia, 18 dicembre 1940 – Perugia, 3 ottobre 2014) è stato uno stilista e imprenditore italiano, fondatore dell'omonimo marchio.

## Biografia
Umberto Ginocchietti nasce a Perugia il 18 dicembre del 1940, primogenito di Giampaolo e Avemaria Berti Isola, fratello di Albarosa e Francesco. Il nonno, Adolfo Ginocchietti, già negli anni ’20 vinse, primo in Italia, una licenza d’importazione di conigli d’Angora dall'allora ministro del commercio estero. Dopo averla filata fondò una delle prime tintorie per la colorazione del prezioso materiale. Nel 1933 vendette tutto a Luisa Spagnoli, aprendo in seguito la fabbrica della ginestra da dove ricavava la trama che, mista all'ordito di cotone, realizzava tovagliati di pregio. Nel laboratorio dei tessuti artigianali, il nonno Adolfo trasformava la pianta originale fino alla fibra da utilizzare per i tessuti caratteristici umbri con la bollitura, la macerazione, la scorticatura, la battitura, la sfibratura, la cardatura. Giampaolo Ginocchietti era ufficiale dell’esercito; diplomatosi all’Accademia di Modena, prese parte alla guerra in Grecia-Albania ed El Alamein e si congedò nel ’59 per entrare insieme ai suoi fratelli nel maglificio nel frattempo fondato dal padre. Attorno al 1964 i fratelli lasciarono a Giampaolo tutte le quote dell’azienda, che si chiamava Monteluce Tricots.
Dopo aver conseguito la maturità classica a Rovigo, Umberto si iscrive, per volere del padre, all'Università Bocconi di Milano presso la quale, dopo due anni di studi, viene notato da alcuni dirigenti di una nota azienda dell’epoca, il Linificio Nazionale, che gli propongono di diventare responsabile commerciale. Successivamente gli viene proposta la Direzione Generale delle vendite della Lanerossi.  Un’esperienza importante per il perspicace Ginocchietti che in questo periodo matura l’intenzione di avviare una propria produzione di maglieria e di abiti di alta qualità. Successivamente diviene Direttore della nuova Divisione Marketing dell'azienda. Visto il suo talento, arriva la proposta di lavoro da parte del Linificio Canapificio Nazionale, sempre come direttore commerciale. Dopo dette esperienze, Umberto decide di mettersi in proprio e fonda nel 1966 il Maglificio di Perugia.
Nel 1969 commissiona la costruzione di un imponente stabilimento a Solomeo in provincia di Perugia, oggi proprietà di Brunello Cucinelli, cambiando il volto del piccolo e allora dimenticato borgo. Nel 1970 acquista un altro importante lanificio nella zona, il Lanificio Guelpa di Ponte Felcino, per poi aprire sempre in Umbria alcune fabbriche di confezioni a Valfabbrica e a Colombella. Dal 1972 fino alla metà degli anni ’80 sono numerose le licenze acquisite da Umberto Ginocchietti. Negli anni 1975-1980, in Germania, i suoi pullover impazzano. Le licenze acquisite all'epoca non riguardano esclusivamente abbigliamento uomo e donna, ma comprendono accessori e successivamente calzature.
Umberto era in grado di concepire e realizzare l’intero ciclo di ideazione e produzione dei capi in completa autonomia: materia prima cruda, filato, tessuto, confezione, maglieria. Ideò per primo il prêt-à-porter di lusso, segnando la nascita di quella che sarebbe divenuta una linea produttiva per i più importanti e famosi marchi della moda.
Risale a questo periodo, 1972-1974, la collaborazione con Giorgio Armani.. Altre firme dell’alta moda, a cercarlo e a commissionargli i propri prêt-à-porter, saranno: Valentino e Yves Saint Laurent dal ’74 al 77, Christian Dior dal ’77 all’83, Guy Laroche dal’80 al’82, Thierry Mugler  dal ’76 al’86, Givenchy, Donna Karen e nuovamente Guy Laroche per le stagioni che vanno dal 1985 al 1986. Altri importanti nomi che fanno parte della storia dell’imprenditore/stilista perugino, sono Dolce & Gabbana e Moschino, anch’essi direttori creativi del brand.
Nel 1976 Umberto conosce a Parigi Thierry Mugler dal quale acquista il marchio per poi rivenderlo dieci anni dopo. Nel 1986 decide di puntare tutto sui suoi marchi creando due nuove linee, che vanno ad affiancare la precedente Apropos: Allure e il Collegio del Cashmere, che successivamente, quando deciderà di non puntare più sulla lavorazione a licenza, rivenderà.
Il Comitato Internazionale per l’Eleganza nel Mondo, sotto il Patrocinio della Camera Nazionale dell’Alta Moda Italiana, gli assegna, nel 1979, il riconoscimento “I dieci uomini e le dieci donne più eleganti del mondo”. Umberto Ginocchietti sarà tra i The Best Edizione 1979.
Nel 1980 i dipendenti del gruppo "ginocchiettiano" saranno 1400, che si aggiungeranno agli oltre 5000 collaboratori esterni.
Collaborerà nel corso degli anni con modelle e attrici del calibro di Claudia Schiffer, Cindy Crawford, Kelly LeBrock, Isabella Rossellini e Tatiana Patiz. Collaborazioni significative avrà anche con fotografi come Herb Ritts, Corinne Day, Sante D'Orazio, Michel Haddi, Bruce Weber, Luca Babini, Helmut Newton e Bob Krieger. Ginocchietti sarà presente sulle copertine di Vogue e di altre diffusissime riviste internazionali di moda. Fra le clienti di Umberto Ginocchietti si annoverano Jacqueline Kennedy e Frau Anne, moglie del presidente della casa automobilistica Mercedes.
Nella seconda metà degli anni ’80 Umberto si ispirerà, per le sue collezioni estive e invernali, ai grandi pittori, da Kandinskij a Tiziano; un'ispirazione che si riverbererà significativamente sia sull'abbinamento dei colori sia sui motivi dei suoi abiti.
Nel 1987 si porrà all'attenzione dei media per l'acquisto di un quadro: "Il Guerriero", attribuito al Tiziano. Spenderà due miliardi e mezzo di lire.
Rileverà successivamente Villa Fontana, a Perugia, appartenuta all'imprenditore Ferdinando Cesaroni e alla famiglia Spagnoli, e la restaurerà curandone personalmente l'intero lavoro. È di quegli anni l'acquisizione di Igi e Primigi, azienda produttrice di calzature.
Collezionista di Ferrari, amante dell’arte, introverso, rigoroso nel suo ruolo di genitore, professionista serio e scrupoloso, Ginocchietti fu uno dei personaggi umbri interpreti di una tendenza internazionale, la cui filosofia e la cui immagine erano racchiuse nel suo stesso nome e nelle sue collezioni molto ambite.
Verso la fine degli anni '80 con dichiarazioni pubbliche, alle quali farà seguire delle scuse attraverso il Corriere della Sera, provocò un duro attacco nei confronti dello stilismo milanese, arrecando una forte reazione da parte di molti stilisti. Reazioni che porteranno numerose aziende a disdire contratti di fornitura, soprattutto tessile, dalle aziende perugine e ad aprire un vero dibattito economico nel settore moda. Inevitabili le conseguenze.
Purtroppo, nel 1996, la malattia colpirà severamente Umberto portandolo all'allontanamento dalle sue attività e poi all'abbandono. La produzione Umberto Ginocchietti si arresterà drasticamente. Ancora oggi si acquistano online i capi di maglieria e accessori che portano il suo nome come pezzi vintage da “collezione”.
Umberto Ginocchietti morirà all'età di 73 anni, il 3 ottobre 2014, nella sua amata Perugia.
Chi lo ha conosciuto ne ricorda il grande temperamento e racconta che “il suo arrivo era annunciato da una nuvola di fumo che precedeva la vista delle sue lunghe gambe a passo svelto”.
Il marchio Umberto Ginocchietti è stato acquisito dal fratello Francesco.